# جيناستيكا تورينو
جيناستيكا تورينو (بالإيطالية: Società Ginnastica di Torino)‏ هو نادي كرة قدم إيطالي تأسس في 17 مارس 1844 ، يقع مقره الرئيسي في تورينو، ويلعب في الدوري الإيطالي الدرجة الأولى.